# Janusz Leśniewicz
Janusz Leśniewicz (ur. 14 kwietnia 1955) – polski lekkoatleta, wieloboista, mistrz i reprezentant Polski.

## Kariera sportowa
Był zawodnikiem Olimpii Grudziądz, Wawelu Kraków i Legii Warszawa.
Na mistrzostwach Polski seniorów na otwartym stadionie zdobył pięć medali: złoty w dziesięcioboju w 1986, srebrny w sztafecie 4 x 400 metrów w 1981 i brązowe w dziesięcioboju w 1981, 1983 i 1988. W halowych mistrzostwach Polski seniorów wywalczył trzy medale: złoty w ośmioboju w 1987, srebrny w siedmioboju w 1985 i brązowy w siedmioboju w 1979.
Startował na zawodach weteranów, zdobywając srebrne medale w skoku wzwyż: na mistrzostwach Europy w 1996, halowych mistrzostwach Europy w 1997 i 2001, światowych igrzyskach weteranów w 2002.
W 2002 poślubił siatkarkę, Dominikę Smerekę.
Rekord życiowy w dziesięcioboju: 8019 (14.09.1984), według tabel obowiązujących od 1985, w siedmioboju w hali: 5678 (26.02.1984).